# Lake Muir
Lake Muir är en sjö i Australien. Den ligger i delstaten Western Australia, omkring 290 kilometer söder om delstatshuvudstaden Perth. Lake Muir ligger 172 meter över havet. Arean är 39 kvadratkilometer. Den sträcker sig 10,6 kilometer i nord-sydlig riktning, och 5,2 kilometer i öst-västlig riktning.
I omgivningarna runt Lake Muir växer i huvudsak städsegrön lövskog. Trakten runt Lake Muir är nära nog obefolkad, med mindre än två invånare per kvadratkilometer. Genomsnittlig årsnederbörd är 1 113 millimeter. Den regnigaste månaden är maj, med i genomsnitt 188 mm nederbörd, och den torraste är februari, med 15 mm nederbörd.